# Podicipediformes

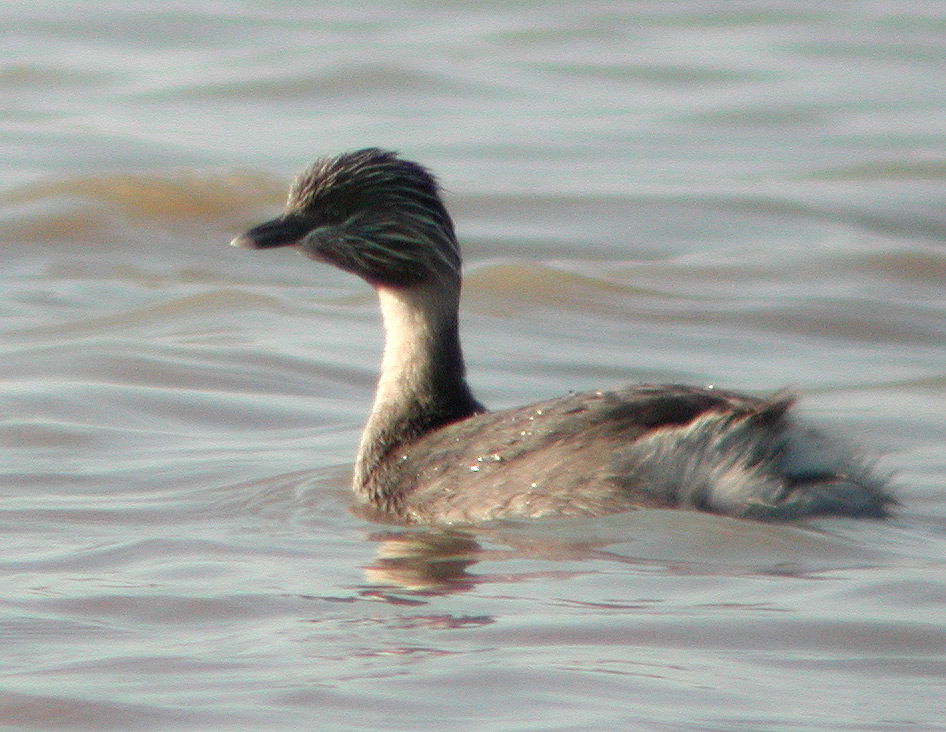
Poliocephalus poliocephalus

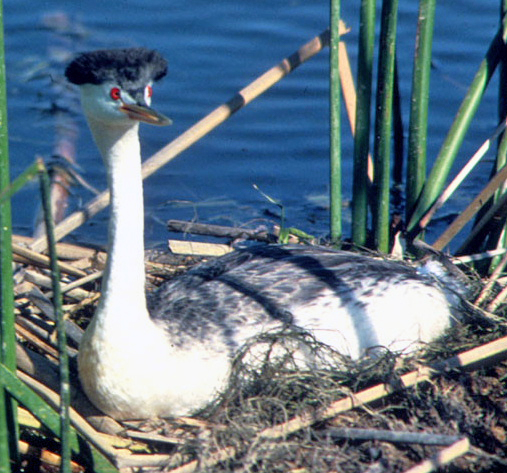
Aechmophorus clarkii al seu niu.

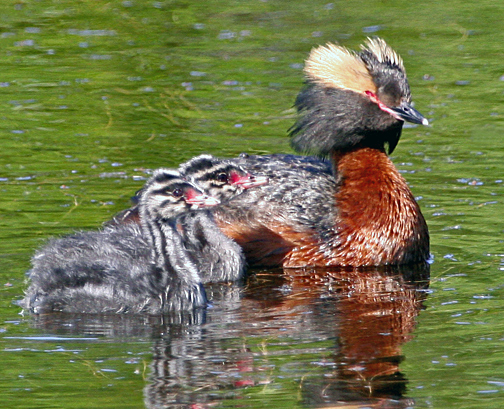
Cabussons orelluts fotografiats a Alaska.

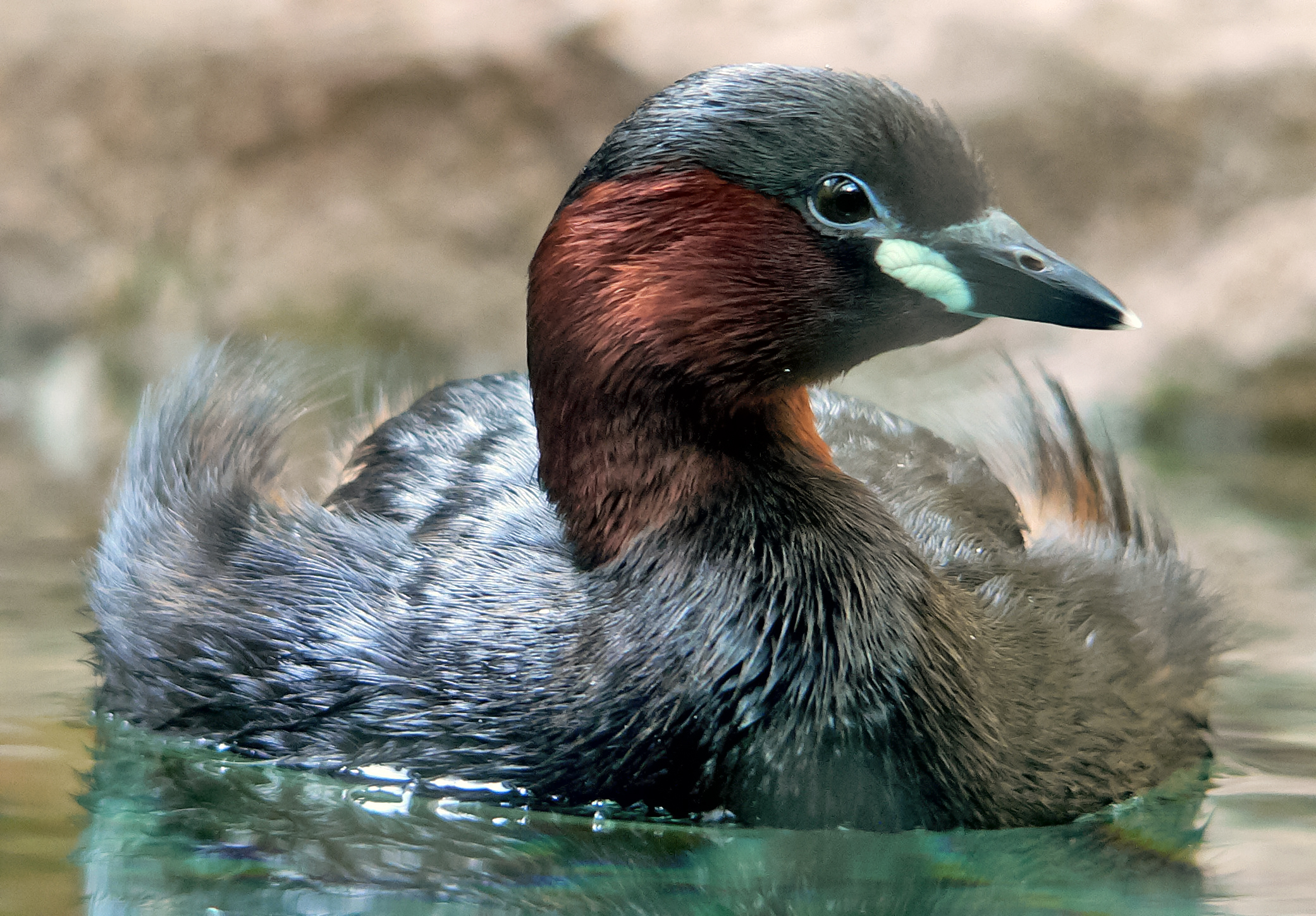
Cabusset.

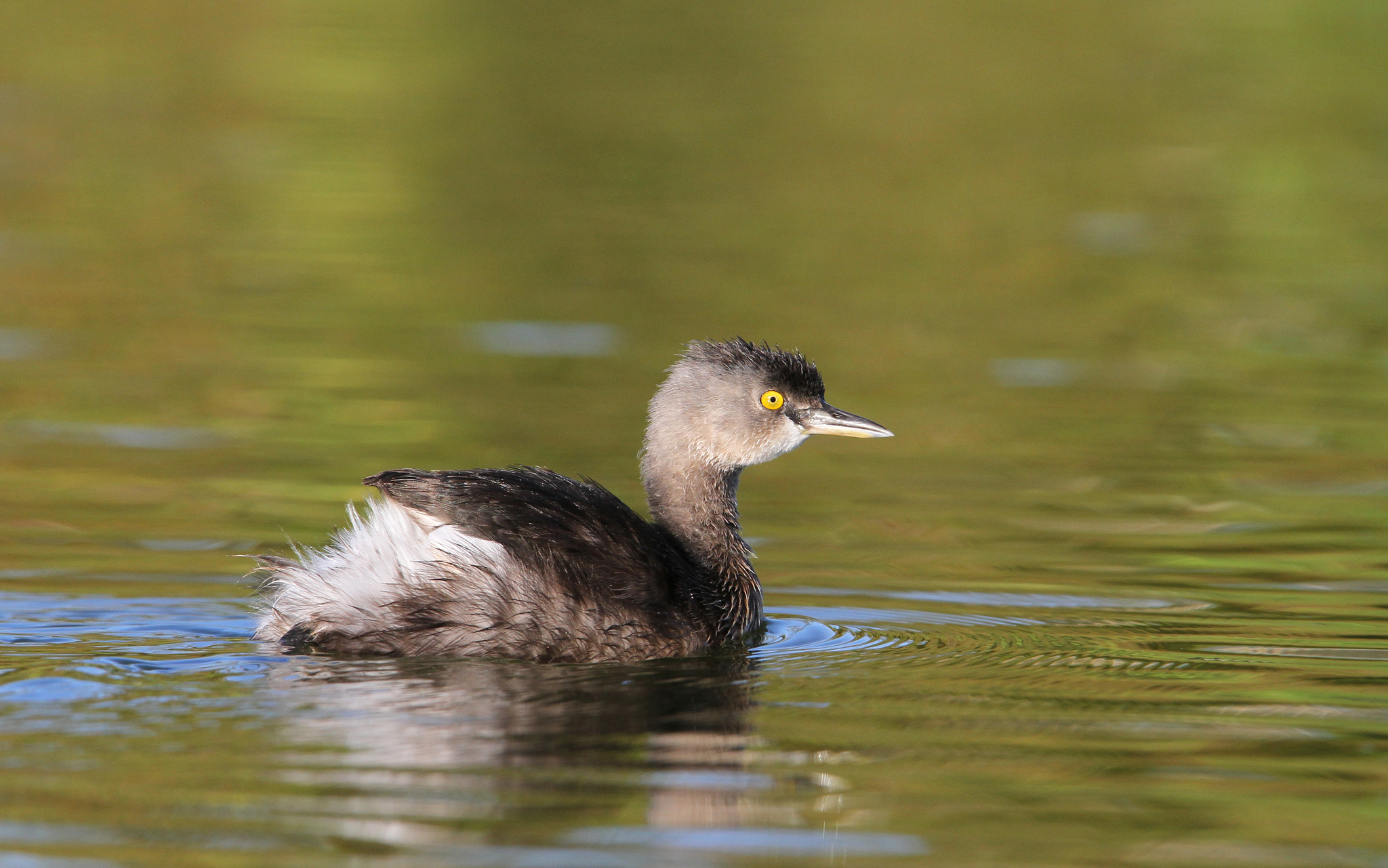
Tachybaptus dominicus

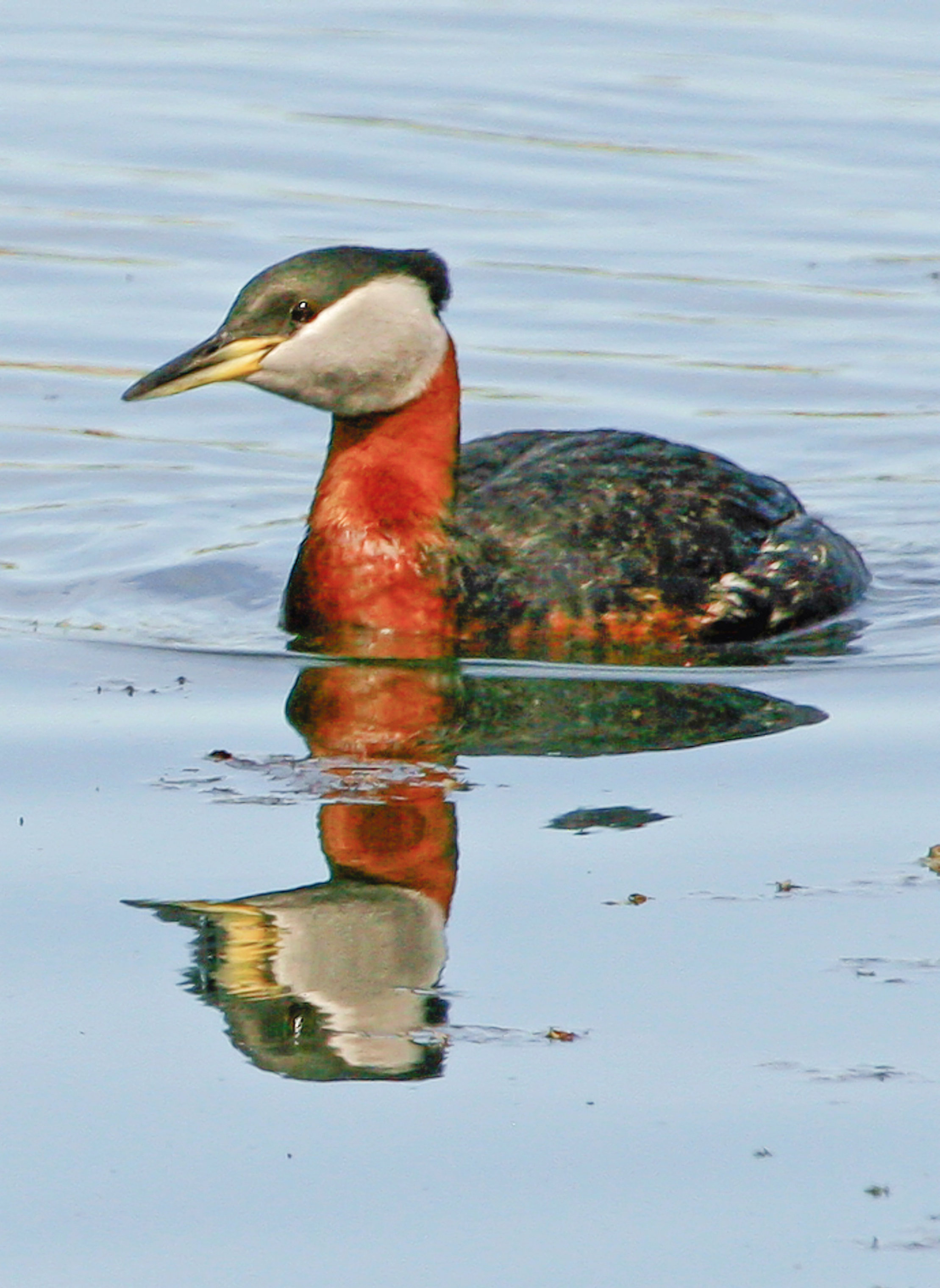
Cabussó gris fotografiat a Anchorage (Alaska, Estats Units).

Els podicipediformes formen un ordre d'ocells aquàtics capbussadors que comprèn una família (Podicipedidae), sis gèneres i 22 espècies (dues extintes: Podilymbus gigas i Podiceps andinus).
Són aus d'aigua dolça amb una àmplia distribució, amb algunes espècies que també es troben en hàbitats marins durant la migració i l'hivern. També existeixen algunes espècies no voladores, sobretot en llacs estables. Tot i que, superficialment, s'assemblen a altres ocells capbussadors com els gavians i les fuliques, estan més estretament relacionats amb els flamencs, com avalen dades morfològiques, moleculars i paleontològiques. Moltes espècies són conegudes per les seves parades nupcials, amb la parella realitzant danses sincronitzades a la superfície de l'aigua. Els ocells construeixen nius vegetatius flotants on posen diversos ous. Al voltant d'un terç de la població d'aquest ordre del món apareixen a diferents nivells de preocupació de conservació: hi ha grans amenaces, com ara la pèrdua d'hàbitat, la introducció de peixos depredadors invasors i la caça furtiva humana. Per això hi ha tres espècies que ja s'han extingit.

## Morfologia
- Mida mitjana (22-76 cm de llargària total i 100-1.600 g de pes).
- Mascle i femella són similars però la femella és més petita i té el bec també més petit.
- Cos allargat i rabassut.
- Ales bastant petites.
- Bec recte i punxegut.
- Cua molt curta.
- Presenta dos tipus de plomatge: un d'hivernal, amb disseny gris i blanc, i un d'estival, en el qual es manifesten tonalitats vermelloses i una major desenvolupament de diverses plomes cefàliques.
- Plomatge vistós en època d'aparellament: atapeït i molt suau. Les plomes timoneres són rudimentàries i no es diferencien de les altres que les envolten.
- Les plomes dels costats formen com una mena de bosses per desar-hi els pollets durant els seus primers dies de vida. Després els portaran a l'esquena.
- Potes curtes, amb quatre dits, lobulades i situades molt enrere per facilitar el busseig però els dificulta la mobilitat a terra (més enrere que les calàbries i els ànecs). Els peus tenen 3 dits dirigits cap endavant i els tarsos són plans. Presenten els dits de les potes lliures i vorejats d'una membrana lobulada i tenen les ungles aplanades i quadrangulars.
- Bec fort, prim i recte o feblement corbat.
- L'iris de l'ull pot ésser de color groc o marró.
- Tenen de 17 a 21 vèrtebres cervicals.

## Reproducció
Segueixen uns ritus d'aparellament molt espectaculars i són monògams durant l'època de cria. Fan un niu amb plantes, flotant, i ambdós sexes coven els ous durant 21-30 dies i alimenten els pollets, que neixen amb plomissol. Esdevenen independents al cap de 6-12 setmanes i són madurs sexualment a l'any o dos d'edat. Quan abandonen el niu per alimentar-se o per qualsevol altra raó, cobreixen els ous amb matèria vegetal perquè passin desapercebuts per als seus depredadors (fures, gavines, falcons, fotges, corbs, perques americanes, lluços de rius i humans).

## Alimentació
Són de règim piscívor i capturen les seues preses cabussant-se i nedant en profunditat, restant submergits només 20-60 segons, però cobrint sota l'aigua algunes desenes de metres. Entre altres peixos mengen anguiles (Anguilla anguilla), tenques (Tinca tinca), truites de riu (Salmo trutta) i barbs rojos (Phoxinus phoxinus). També capturen insectes aquàtics, crustacis, caragols, gambes i mol·luscs.

## Hàbitat
Es troben a l'aigua dolça (llacs, rius i embassaments fins als 3.000 m d'altitud) i aigües costaneres.

## Distribució geogràfica
A tots els continents de la Terra, llevat de l'Antàrtida, de l'Àrtida i d'algunes illes oceàniques. A Europa només hi són presents els gèneres Podiceps i Tachybaptus.

## Costums
Tenen dificultats per enlairar-se i per això quan són amenaçats es capbussen en comptes de volar. Alguns volen en migració, però alguna espècie és incapaç de volar. Volen amb el coll inclinat cap avall.
Són exclusivament aquàtics i estan molt adaptats a l'aigua, on es cabussen per obtindre aliment (animal o vegetal) i poden restar-hi només que treguin el cap fora. Neden amb el cos bastant submergit i el coll dret.
S'empassen les seues plomes, potser per ajudar a fer la digestió.

## Gèneresiespècies
- Gènere Tachybaptus
  - Tachybaptus ruficollis
  - Tachybaptus novaehollandiae
  - Tachybaptus pelzelnii
  - Tachybaptus rufolavatus
  - Tachybaptus dominicus
- Gènere Podilymbus
  - Podilymbus podiceps
  - Podilymbus gigas
- Gènere Rollandia
  - Rollandia rolland
  - Rollandia microptera
- Gènere Poliocephalus
  - Poliocephalus poliocephalus
  - Poliocephalus rufopectus
- Gènere Podiceps
  - Podiceps grisegena
  - Podiceps cristatus
  - Podiceps auritus
  - Podiceps nigricollis
  - Podiceps andinus
  - Podiceps major
  - Podiceps occipitalis
  - Podiceps taczanowskii
  - Podiceps gallardoi
- Gènere Aechmophorus
  - Aechmophorus occidentalis
  - Aechmophorus clarkii[5]